# Sale Destin
Sale Destin és una pel·lícula francesa escrita i dirigida per Sylvain Madigan, estrenada el 1987.

## Sinopsi
François, un carnisser i pare casat, està enamorat de Rachel, una jove prostituta: Denis, el proxeneta, organitza un xantatge que François està decidit a frustrar.

## Repartiment
- Víctor Lanoux: François
- Pauline Lafont: Rachel
- Jacques Penot: Alexander
- Marie Laforêt: Marthe
- Martin Lamotte: Denis
- Michel Aumont: l'inspector
- Claude Chabrol: el comissari
- Jean-François Stévenin
- Aurelle Doazan
- Charlotte de Turckheim
- Jean-Paul Lilienfeld
- Patrick Braoudé
- Cédric Dumond: l'efeb